# Angioletta Coradini
Angioletta Coradini (Rovereto, 1º luglio 1946 – Roma, 4 settembre 2011) è stata un'astrofisica italiana, tra le più importanti figure italiane delle scienze dello spazio.

## Biografia
Nel 1970 conseguì la laurea in fisica all'Università di Roma, città alla quale la sua attività di ricerca rimase sempre legata, dapprima attraverso l'università, poi al Consiglio Nazionale delle Ricerche dove è stata assunta nel 1975 e successivamente all'Istituto Nazionale di Astrofisica.
I primi studi di geologia, compiuti nel golfo di Cagliari, le guadagnarono un notevole credito internazionale, tanto che Angioletta Coradini, al reparto di Planetologia del CNR, fu tra le prime persone cui la NASA affidò l'esame dei reperti lunari prelevati nel corso delle missioni del Programma Apollo.
Fu direttrice dell'Istituto di Fisica dello Spazio Interplanetario dell'Istituto Nazionale di Astrofisica dal 2001 al 2010.

### Collaborazioni a missioni ESA e NASA
Ha collaborato nella sua carriera con numerose missioni dell'Agenzia Spaziale Europea e della NASA, lavorando come PI (Principal Investigator) di numerosi spettrometri a immagine.
Il primo strumento VIMS è stato concepito per la missione Cassini-Huygens lanciata nel 1997 per esplorare Saturno, frutto di una collaborazione NASA-ESA-ASI. Per VIMS, Angioletta Coradini è stata responsabile del canale VIMS-V e Team Member dello strumento.
A lei, in qualità di PI, e al gruppo di ricerca da lei diretto, fu affidata la progettazione di VIRTIS (Visible and Infrared Thermal Imaging Spectrometer), lo spettrometro utilizzato sulla sonda Rosetta, missione ESA che ha raggiunto la superficie della cometa 67P/Churyumov-Gerasimenko, con un rendez-vous ravvicinato avvenuto il 12 novembre 2014.
È stata PI dello strumento VIR a bordo della missione Dawn diretta a Cerere e Vesta, asteroidi della fascia principale.
È stata inoltre PI dello strumento Ma_Miss (Mars Multispectral Imager for Subsurface Studies) e dello strumento JIRAM per la missione Juno - sviluppata nell'ambito del Programma New Frontiers della NASA - che ha come scopo lo studio magnetosfera di Giove.
Si devono sempre alle sue ricerche strumenti utilizzati per le osservazioni di Marte e Venere rispettivamente a bordo delle missioni Mars Express e Venus Express dell'ESA.

### Altri incarichi scientifici di rilievo in progetti internazionali
- NASA co-investigator per i programmi planetari (1970-1974);
- Membro del Joint Working Group (JWG) tra National Academy of Sciences ed European Science Foundation (1983);
- Titolare di un contratto NATO per la collaborazione tra l'IAS e UCLA (1984-1987);
- Membro del Solar System Working Group (SSWG) dell'ESA (1985-1988);
- Membro del Team di Assessment e Fase A della missione dell'ESA Rosetta, terzo cornerstone (1985-1993);
- Principal Investigator (P.I.) per una campagna di telerilevamento di zone vulcaniche attive organizzata tra CNR e JPL (NASA)(1986)
- Membro del Team Scientifico per l'analisi dati del sensore ISM per la missione Sovietica Phobos (1990-1993);
- Membro del Team Italiano per i progetti PFS e Omega Vnir per la missione Mars 94/96  (1989 - 1996);
- Membro dello Science Team per gli strumenti CIRS e VIMS per la missione Cassini (1991- continua) ;
- Coordinatore della proposta MORO (Moon ORbiting Observatory) e membro dello Science Team di MORO (1993-1996);
- Membro dell'OTAC (Observing Time Allocation Committee) per la missione ESA ISO (1994-1996);
- Membro dell'ESO-OPC (Observing Program Committee) dell'ESO- panel F (1997-1999);
- Principal Investigator (P.I.)  dell'esperimento VIRTIS per la missione "cornerstone" dell'ESA Rosetta.(1996- continua
- Principal Investigator (P.I.) dell'esperimento Ma_Miss (Mars Multispectral Imager for Subsurface Studies) (1999- continua)
- Membro del consiglio scientifico dell'Antares (Accademia Finlandese di studi spaziali) (1999-2004)
- Membro del Consiglio Scientifico dell'ISSI (International Institute of Space Sciences che ha sede a Berna) (1999-2002)
- Membro dello SPC  (Science Program Committee) dell'ESA in qualità di consulente della delegazione italiana per le scienze planetarie (2000- 2002).
- Membro del Haute Comité Scientifique de l'Observatoir de Paris
- Principal Investigator (P.I.) dell'esperimento VIR per la missione “Discovery” NASA Dawn, che ha come scopo lo studio di Vesta e Cerere.
- Principal Investigator (P.I.) dell'esperimento JIRAM per la missione “New Frontiers” NASA JUNO che ha come scopo lo studio dell'origine ed evoluzione di Giove
- Membro dell'ESSC (European Space Science Committee)
- Membro dell'ACHME (Advisory Committee for Human Spaceflight Microgravity and Exploration)
- Membro dello Space Advisory Group (SAG) della comunità Europea (dal 2008)

### Riconoscimenti
- Nel 2007 le è stata assegnata la David Bates Medal[3] “In recognition of her important and wide ranging work in planetary sciences and Solar System formation, and her leading role in the development of space infrared instrumentation for planetary exploration”

- Nel 2012 ha ricevuto, postuma, la medaglia Gian Domenico Cassini[4]

- Nel 2012 la NASA le ha assegnato, postuma, la Distinguished public service medal[5]

- Segretario della commissione 16 dell'Unione Astronomica Internazionale;
- Membro straniero dell'Accademia russa delle scienze;
- L'asteroide 4598 Coradini, in condivisione con il fratello Marcello, per il contributo dato allo sviluppo delle scienze planetarie.
- La IAU il 7 ottobre 2014 dietro iniziativa del DPS della AAS Archiviato il 14 aprile 2021 in Internet Archive. ha dato in suo onore il nome "Angioletta" ad un cratere sull'asteroide Vesta[6].
- Il 28 settembre 2015 l'ESA ha dato in suo onore il nome "A.Coradini Gate" alla cima biforcuta della cometa 67P/Churyumov-Gerasimenko visibile in foto.

### Ultimi anni
La fase conclusiva della sua vita è stata segnata dalla lotta contro il cancro che l'aveva colpita nel 2010. 
Gli ultimi anni della sua carriera professionale erano stati turbati da un rapporto conflittuale con i vertici dell'ente di ricerca. 
Il 17 maggio 2009 un decreto del presidente dell'INAF, Tommaso Maccacaro, l'aveva rimossa dalla carica di direttrice dell'Istituto di Fisica dello Spazio Interplanetario. Contro la determinazione della presidenza Angioletta Coradini aveva presentato ricorso al Giudice del lavoro del tribunale di Roma, che il 15 luglio 2009 si era pronunciato in suo favore, disponendone il reintegro con ordinanza, immediatamente esecutiva, firmata dal giudice Irene Ambrosi. 
Alla decisione del giudice l'INAF non aveva mostrato acquiescenza, proponendo immediato ricorso tramite l'avvocatura dello Stato. Il ricorso si è concluso nuovamente a favore di Angioletta Coradini.